# Philip Houben (bestuurder)
Ph.P.F.C. (Philip) Houben (Sittard, 9 juni 1950) is een Nederlands bestuurder en topfunctionaris.

## Levensloop
Philip Houben studeerde van 1968 tot 1972 scheikunde aan de Rijksuniversiteit Groningen en van 1972 tot 1974 studeerde hij bedrijfskunde aan de Technische Universiteit Delft. Hij begon zijn carrière als CIO bij de Verenigde Naties. Daarna vervulde hij diverse functies bij Alcoa. Van 1986 tot 1990 was hij werkzaam als senior corporate planner bij Corporate Express en van 1990 tot 1994 was hij daar bestuursvoorzitter. Van 1994 tot 1997 functioneerde Houben als lid van de raad van bestuur van de Koninklijke Nederlandse Papierfabriek. Daarna was hij daar drie jaar bestuursvoorzitter. Van 2000 tot 2010 was Houben werkzaam als bestuursvoorzitter van Wavin.

## Persoonlijk
Philip Houben is getrouwd, heeft drie kinderen en is een broer van Francine Houben.

## Nevenfuncties
- Lid van de raad van commissarissen van de Twentsche Kabelfabriek
- Lid van de remuneratie commissie van de Twentsche Kabelfabriek
- Lid van de raad van commissarissen van Unit4
- Voorzitter van de vereniging van participatiemaatschappijen
- Interviewer voor Management Scope